# Kičava
Kičava este un sat din comuna Bijelo Polje, Muntenegru. Conform datelor de la recensământul din 2003, localitatea are 118 locuitori (la recensământul din 1991 erau 155 de locuitori).

## Demografie
În satul Kičava locuiesc 104 persoane adulte, iar vârsta medie a populației este de 40,5 de ani (36,9 la bărbați și 45,0 la femei). În localitate sunt 33 de gospodării, iar numărul mediu de membri în gospodărie este de 3,58.
Această localitate este populată majoritar de sârbi (conform recensământului din 2003).
|  |

| Demografie | Demografie | Demografie |
| An         | Locuitori  | Locuitori  |
| ---------- | ---------- | ---------- |
|            |            |            |
|            |            |            |
|            |            |            |
|            |            |            |
| 1948       | 258        |            |
| 1953       | 292        |            |
| 1961       | 291        |            |
| 1971       | 285        |            |
| 1981       | 238        |            |
| 1991       | 155        | 155        |
| 2003       | 118        | 118        |

| \| Componența etnică conform recensământului din 2003[2] \| Componența etnică conform recensământului din 2003[2] \| Componența etnică conform recensământului din 2003[2] \| Componența etnică conform recensământului din 2003[2] \| Componența etnică conform recensământului din 2003[2] \| \| ----------------------------------------------------- \| ----------------------------------------------------- \| ----------------------------------------------------- \| ----------------------------------------------------- \| ----------------------------------------------------- \| \| \| \| \| \| \| \| Sârbi \| Sârbi \| \| 83 \| 70,33% \| \| Muntenegreni \| Muntenegreni \| \| 35 \| 29,66% \| \| necunoscută \| necunoscută \| \| 0 \| 0% \| |              |  |    |        |
| Componența etnică conform recensământului din 2003 |              |  |    |        |
| |              |  |    |        |
| Sârbi | Sârbi        |  | 83 | 70,33% |
| Muntenegreni | Muntenegreni |  | 35 | 29,66% |
| necunoscută | necunoscută  |  | 0  | 0%     |